# 夏恋注意報
「夏恋注意報」（なつこいちゅういほう）は、SHISHAMOの12作目の配信限定シングルで通算22作目のシングル。2023年6月28日にGOOD CREATORS RECORDS / UNIVERSAL SIGMAからリリースされた。

## 楽曲解説
- 前作「きらきら」から約4ヶ月ぶりのシングル。
- これまで夏のシングルは、他のバンドとの差別化を図るために4つ打ちを避け、「熱帯夜」や「夏の恋人」など雰囲気のある聞かせるタイプの曲を意識的に制作してきた。だがCDデビュー10周年を迎え、SHISHAMOのバンド性がある程度確立できた今なら何をやっても大丈夫だという自信から、本作では4つ打ちのアッパーな曲を試みたという[1][2]。
- JTB「ココロオドル夏旅」キャンペーンのCMソングに使用された[3]。
- 2023年6月2日、ティザー映像が公開された[4]。
- 6月9日からTikTokとYouTube Shortsにて先行配信が開始された[5]。さらに同日にはスペシャルムービー SHISHAMO NEWS「夏恋注意報」がYouTubeで公開された。このムービーは夜の報道番組をオマージュした作品となっており、メンバーがキャスター・リポーター・コメンテーターに扮して、“夏恋注意報”が発令中の各地で起こっている出来事をシュールに伝えていく。監督は泉田尚美が務めた[6]。
- 6月12日、FM802『ROCK KIDS 802 -OCHIKEN Goes ON!!-』でラジオ初オンエアされた[7]。
- CROSS FMの6月度 (6月16日〜6月30日）「RECOMMEND TRACKS」に選出された[8]。

## ミュージック・ビデオ
- 6月27日にミュージック・ビデオのティザー映像が公開され、配信リリース日の6月28日にはミュージック・ビデオがYouTubeでプレミア公開された。ビデオは楽曲の歌詞に沿い、恋に臆病になってしまった女の子の心情を描いた作品に仕上がっている。監督はこれまで夏のシングル「君と夏フェス」や「熱帯夜」など数々のミュージック・ビデオを手がけた深津昌和[9]。撮影のロケ地は神奈川県逗子市の逗子マリーナで[10]、平澤由理[11] 、大原海輝[12]が出演している。

## テレビ出演
| 番組名                             | 放送日                    | 放送局                     | 演奏曲                                                                       |
| ---------------------------------- | ------------------------- | -------------------------- | ---------------------------------------------------------------------------- |
| ミュージックステーション 3時間半SP | 2023年08月04日            | テレビ朝日                 | 10YEARS THANK YOU!!! スペシャルメドレー「君と夏フェス〜恋する〜夏恋注意報 」 |
| The Covers                         | 2023年08月05日 (先行放送) | NHK BS4K                   | こいのうた(GO!GO!7188) 明日も 夏恋注意報                                     |
| The Covers                         | 2023年09月03日            | NHK BS4K・NHK BSプレミアム | こいのうた(GO!GO!7188) 明日も 夏恋注意報                                     |

## 収録アルバム
- 『SHISHAMO 8』